# Bremer Musikgeschichte
Die Bremer Musikgeschichte reicht zurück bis in das Mittelalter.
Die Bremer Philharmoniker, die zumeist in der Glocke auf der Domsheide spielen, sind das offizielle Orchester der Freien Hansestadt Bremen. Die Deutsche Kammerphilharmonie Bremen gilt international aber als weitaus bedeutsamer.
Musik wird heute in Bremen gespielt u. a. in Der Glocke, im Theater am Goetheplatz, im Sendesaal Bremen, im Metropol Theater Bremen und hin und wieder in der Stadthalle Bremen.

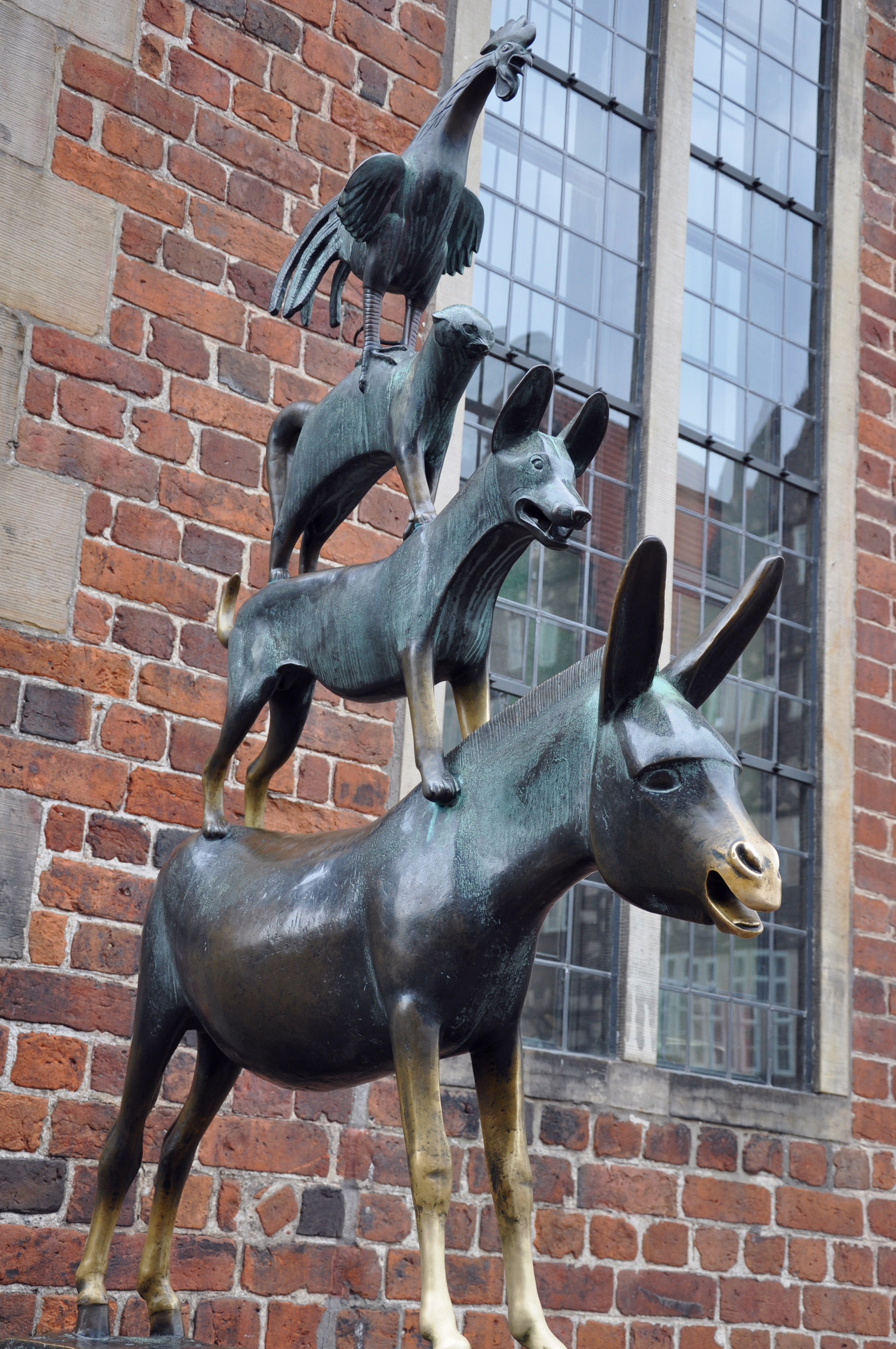
Die Bremer Stadtmusikanten

Die Bremer Stadtmusikanten sind die berühmteste Musikantengruppe, die Bremen repräsentiert, obwohl sie die Stadt nicht erreichten, aber als Denkmal eines Märchens am Bremer Rathaus stehen.

## Geschichte

### 1000 bis 1800

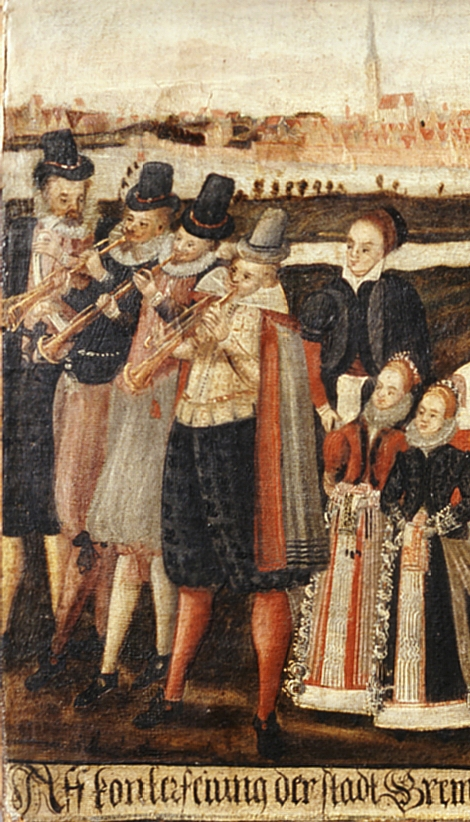
Ratsmusiker führen 1618 einen Hochzeitszug an. Gemälde (Ausschnitt) im Focke-Museum Bremen

Im Mittelalter sollte 1035 auf Grund von Beschwerden der päpstliche Legat von Rom Guido (vielleicht Guido von Arezzo) die bremische Kirchenmusik im Bistum Bremen reformieren. Dabei wurden die Mönche angehalten einen besseren Gesang zu (auszu)üben.
Die Rats-Musikanten bei der Stiftung des Kramer-Amthauses (später Gewerbehaus) fanden 1339 erste Erwähnung. Anlässlich der Feiern zu Pfingsten 1335 wurde zum Hoftanz auf dem Domshof gespielt.

Die Bezahlung für drei Bremer Stadtmusikanten belief sich 1525 jährlich auf sechs bremische Mark. Eine Mark entsprach 32 Grote, 160 Schwaren und 384 Pfennige (s. Bremische Münzen) oder 30 bis 33 Gramm Silber. „Zu Wasser und zu Lande“ waren die Musiker verpflichtet für den Bremer Rat zu spielen. Einige Musikanten wohnten in der noch bestehenden Pieperstraße, die nach den Piepern = Pfeifern benannt wurde.

Sie spielten u. a. die Instrument „Zinken und Bassunen“ (Flötenart), „Trometten, Krumbhoerner, Violen, Zwerich- und Koppelfloiten“ (ähnlich wie Trompete, Horn, Bratsche und Flöte).

Im Bremer Rathaus war im 17. Jahrhundert die Empore der Güldenkammer auch Raum für die erbaren Rades Spellüde.

Das Bremer Focke-Museum zeigt ein Bild dreier Bremer Stadtmusikanten von um 1600.
Seit 1244 gab es eine Anweisung an den Kantor des Bremer Doms, auch die Orgel zu betreuen. Erstmals 1508 wurde ein Organist namentlich erwähnt. Eine große Orgel mit mehreren Manualen und sechs Bälgen wurde ab 1528 eingebaut.
Jost und Jacob Köhler druckten 1652 erstmals Noten in Bremen. Sie verlegten Paduanen (Schreittänze), Galliarden (Tänze), Ballettmusik, Mascaraden (Maskentänze), Arien, Allemanden (barocke Schreittänze), Couranten (Gesellschaftstänze im Dreiertakt) und Sarabanden (historische Tanzform der Barockmusik).

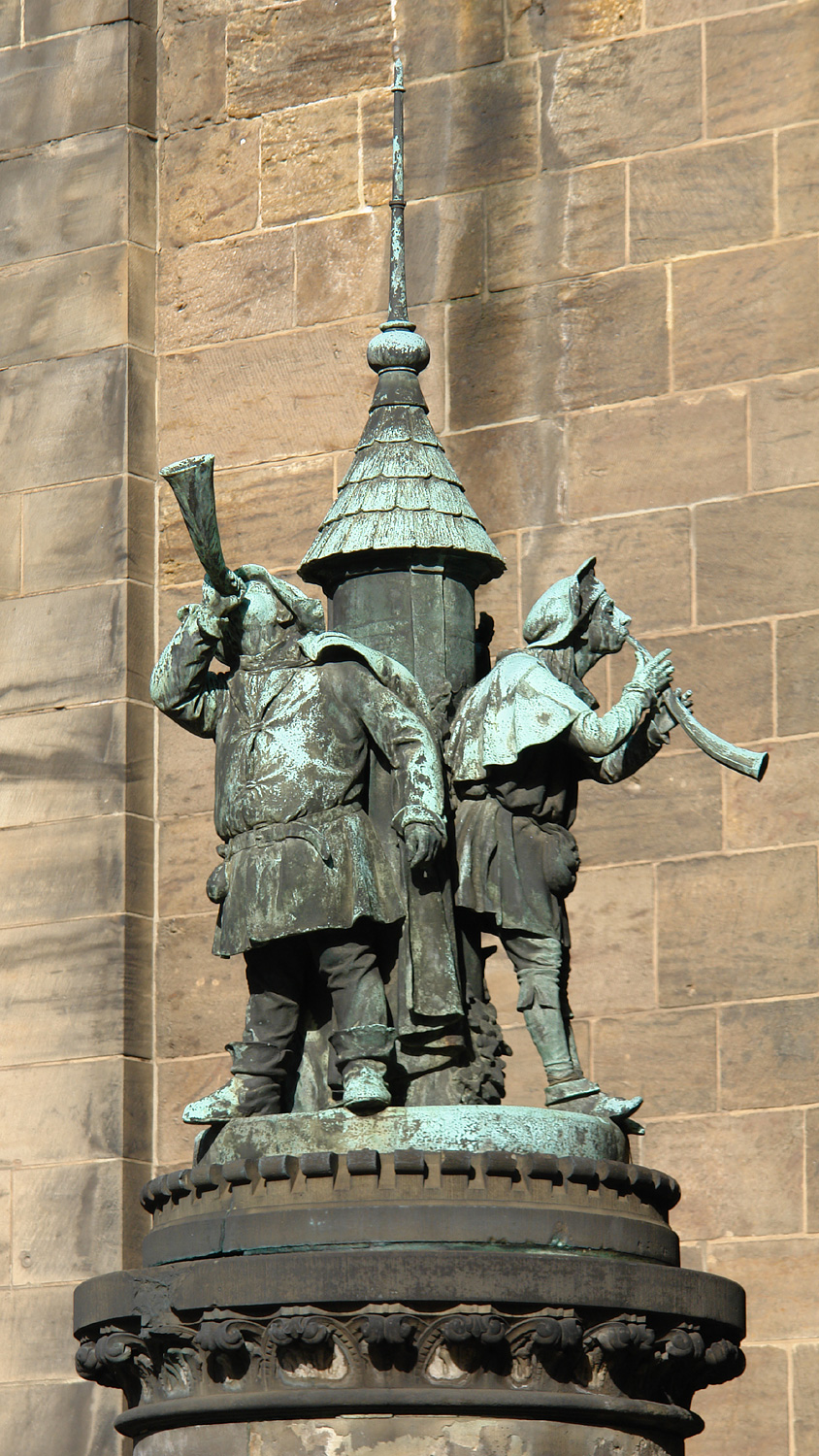
Turmbläserbrunnen am Dom

In den bremischen Schulen der vier Kirchspiele lernten ab dem 16. Jahrhundert die Schüler Schreiben, Rechnen und Religion sowie Singen, um in der Kirche im Chor aufzutreten.
Die Stadtmusikanten im evangelisch-reformierten Bremen durften in dem lutherischen Dom nicht auftreten. So entstand das 1673 erstmals erwähnte Instrumentalmusikkorps des Doms. Von den zumeist sechs Dommusikern waren vier Streicher und zwei Holzbläser.

1685 gründete Kantor Laurentius Laurentii (1660–1722) den ersten Domchor und 1690 mit den Schülern der lutherischen Domschule einen Chor, die u. a. das Kurrendesingen (currere = laufen, Laufchor) in der Kirchgemeinde absolvierten.
Für das Bremer Stadtmilitär in den vier Kirchspielmannschaften bildete sich 1680 das Hautboistenkorps (Oboist). Das waren zuerst Oboenbläser, dann ein Bläserensemble.

Die Ratsmusikanten wurden 1752 mit der Musikkapelle des Stadtmilitärs vereinigt.
Die neue berühmte Schnitger-Orgel im Dom wurde zwischen 1693 und 1698 eingebaut, konstruiert von dem Hamburg Orgelbaumeister Arp Schnitger. Sie bestand bis um 1847/49; dann ersetzt von der Sauer-Orgel von Johann Friedrich Schulze. Zeitgleich entstand bis 1698 die Orgel in der Kirche St. Stephani; nach einem Brand folgte 1763 die Orgel von Heinrich Wilhelm Eckmann. Vincent Lübeck spielte und rühmte die Domorgel mit ihren 56 Registern.
Der Musikschriftsteller, Kantor und Pädagoge Wilhelm Christian Müller (1752–1831) wirkte ab 1778 als Privatlehrer in Bremen. 1784 erhielt er die Stelle als Musikdirektor und Kantor bei dem Athenaeum in Bremen. Er beeinflusste sehr maßgeblich das Musikleben in der Stadt bis um 1827. Durch seine Beziehungen zu Beethoven konnten Werke von ihm direkt nach den Uraufführungen in Bremen durch Orchester und Chöre aufgeführt werden. Müller hatte mit seinen Schriften einen guten Ruf in Deutschland.
1791 wurde Johann Heinrich Löwe (1766–1837) Konzertmeister der Ratskapelle und 1800 Musikdirektor. Um 1815 erblindete er und zog nach Bromberg. Bekannt war er für sein Geigenspiel. Er führte die Werke Beethovens auf.

### 1800 bis 1900
24 Bremer Familien organisierten um 1800 diverse Privatkonzerte zur Pflege der Kammermusik im Haus von Wilhelm Christian Müller. Der kaufmännische Verein Union von 1801 veranstaltete bald danach Solistenkonzerte.
Der Verein für Winterkonzerte gründete sich 1807 aus den Abonnementskonzerten. Es waren zehn Konzerte pro Jahr vorgesehen. 1809/10 kamen Beethovens Eroika von 1803 und die Pastoralsymphonie von 1808 zur Aufführung.
Der Lehrer und Organist Lebrecht Grabau (1780–1852) erhielt 1800 eine Stelle als Lehrer und Organist im Blauen Waisenhaus in Bremen. Ab 1807 arbeitete er als Organist an der Kirche St. Remberti und ab 1826 an Unser Lieben Frauen. 1811 gründete er den Grabau’schen Singverein, einen Chor nach der Art der Berliner Liedertafel. Der Singverein schaffte eine Orgel in Verbindung mit einem Terpodion (Tasteninstrument) an, von denen aus Grabau den Chor dirigierte.
Der Komponist und Dirigent Wilhelm Friedrich Riem (1779–1857) erhielt 1814 die Stelle des Domorganisten. Er ließ das Werk der Orgel umbauen und mit romantischen Stimmen anreichern. 1815 gründete er mit anderen Musikfreunden die Bremer Singakademie und war bis zu seinem Tod auch deren Dirigent (Dom-Kantor). 1820 gründete er das Bremer Concert-Orchester. Er war bis zu seinem Tod Dirigent des Orchesters. Ihm folgte als Dirigent Carl Martin Reinthaler (1822–1896). Das Orchester wurde von dem 1863 gegründeten Verein Bremischer Musikfreunde betreut. Der im Jahr 1825 gegründete Verein für Privat-Conzerte übernahm die Direktion der Aufführungen. 1832 erhielt er die Ernennung zum Städtischen Musikdirektor.

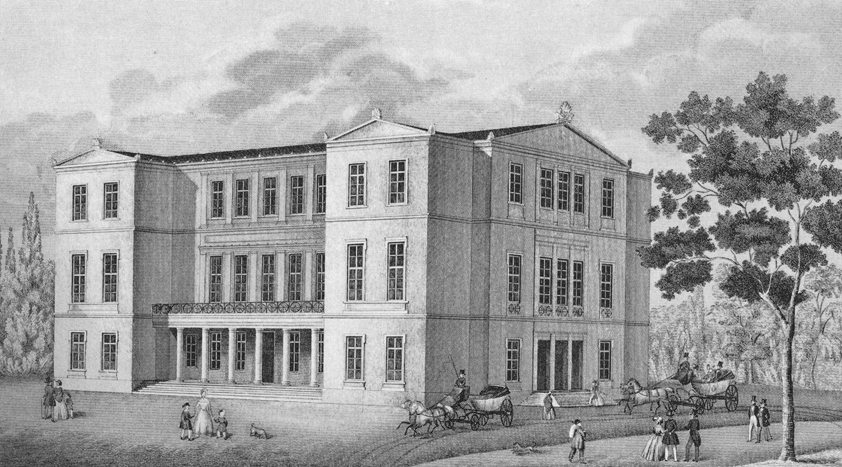
Das zweite Bremer Stadttheater

Das zweite Bremer Stadttheater (1933 Staatstheater) nach Plänen von Heinrich Seemann befand sich von 1843 bis 1944 (kriegszerstört) Am Wall (Höhe Nr. 175 bis 177) in den Bremer Wallanlagen auf der Bischofsnadel-Bastion (Theaterberg). Das Programm umfasste Schauspielstücke und Opern. Ab 1853 wurden Werke von Richard Wagner sowie auch Stücke von Mozart, Rossini, Donizetti und anderen aufgeführt. Nachdem 1913 das neue Schauspielhaus am Goetheplatz eingeweiht worden war, führte das Stadttheater vor allem Opern und Operetten auf.
Eduard Nößler (1863–1943) übernahm 1886 die Leitung für die Kirchenmusik an der Liebfrauenkirche (Bremen). 1893 wurde er Organist und Leiter des Chors am Dom. 1925 leitete er auch noch den Lehrergesangsverein.
1819 wurde das Märchen der Bremer Stadtmusikanten in dem Buch der Volksmärchens von den Brüdern Grimm in ihrer Sammlung Kinder- und Hausmärchen („Grimms Märchen“) erstmals veröffentlicht. Das Bronzedenkmal der Bremer Stadtmusikanten vom Bildhauer Gerhard Marcks wurde 1953 aufgestellt.

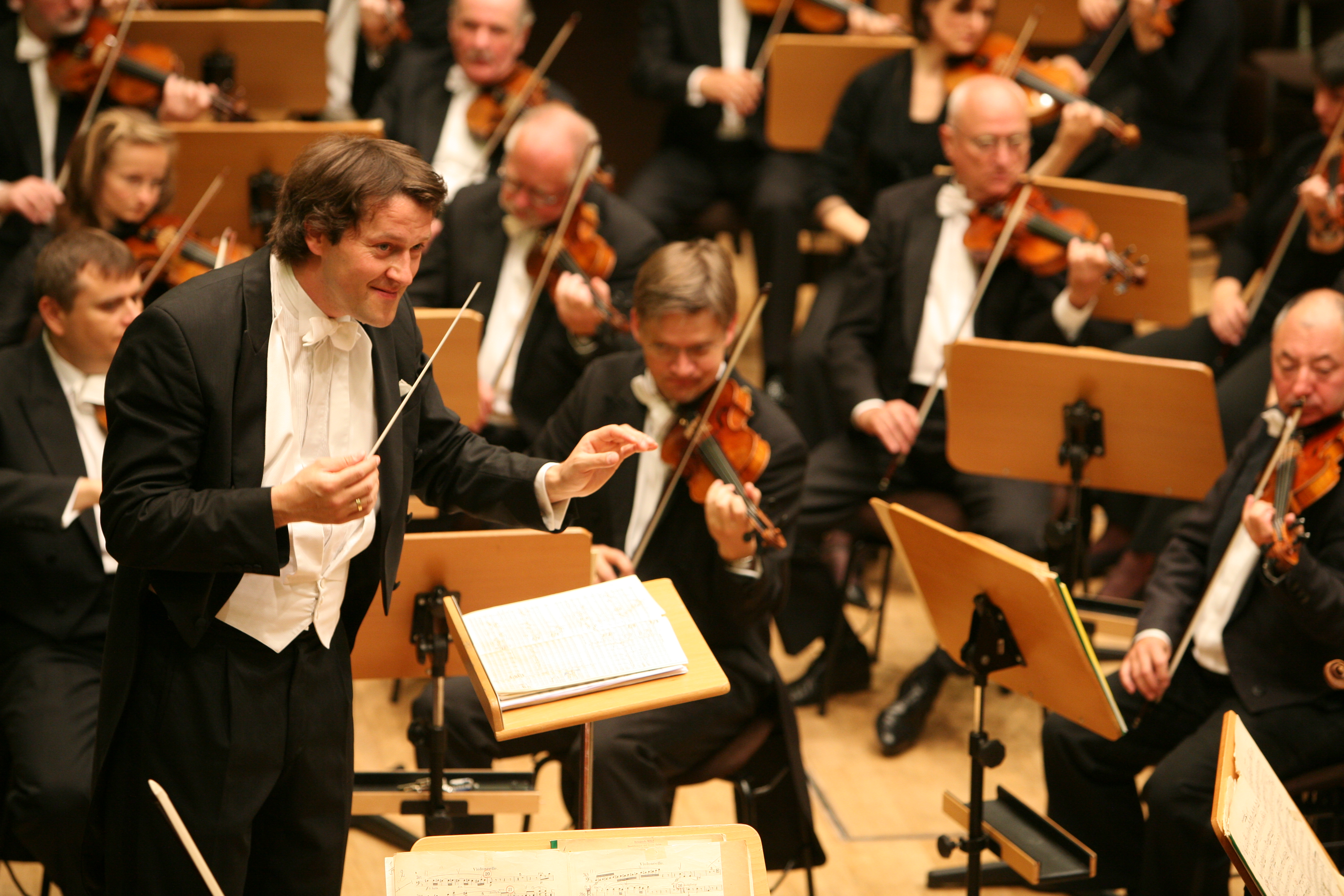
Die Bremer Philharmoniker und Dirigent Poschner

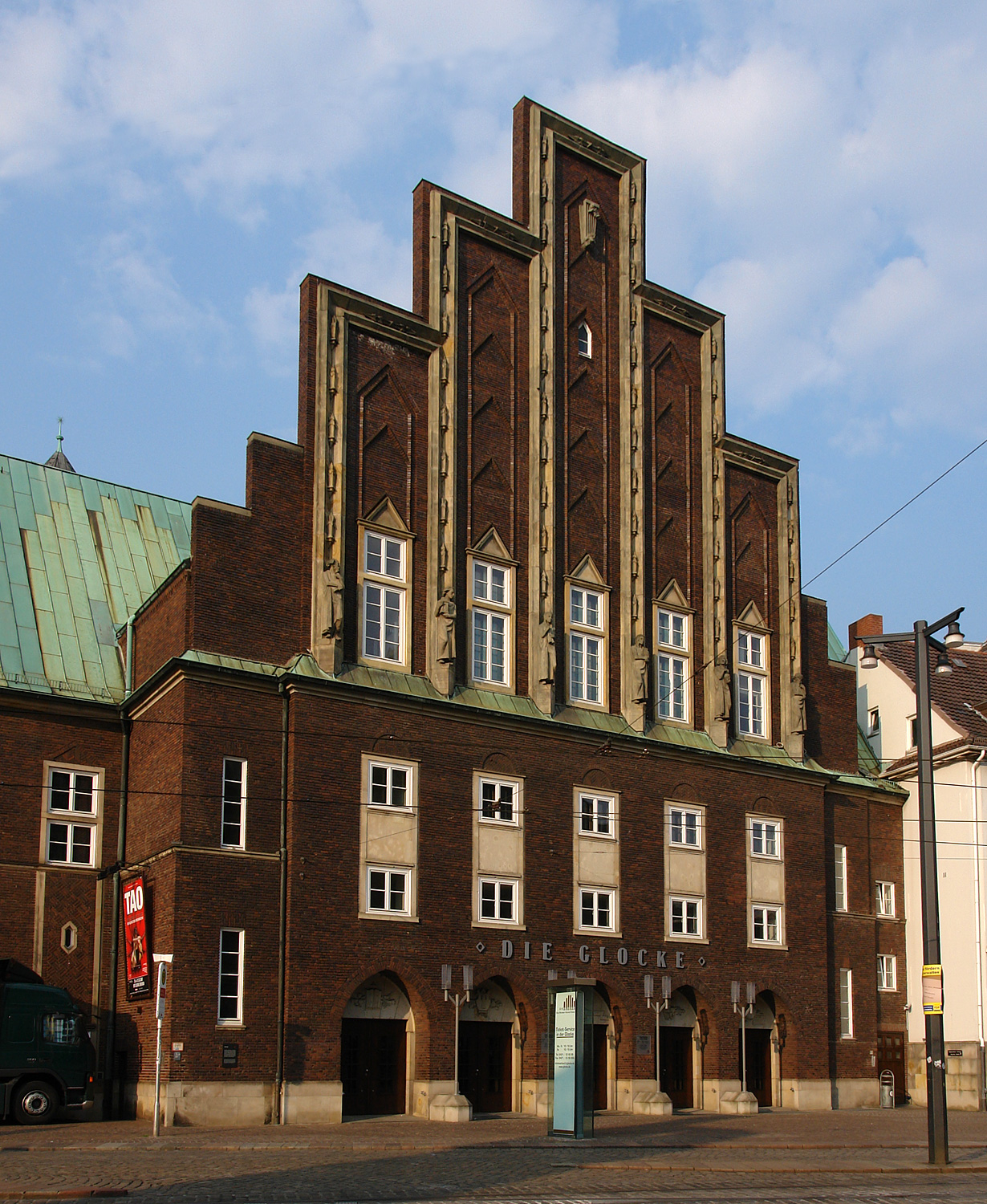
Die Glocke an der Domsheide

Die Gesellschaft für Privatkonzerte, seit 1895 Philharmonische Gesellschaft, wurde 1825 gegründet. Sie organisierte einen Philharmonischen Chor und ein Concert-Orchester, als eines der ersten bürgerlichen Orchester, später Philharmonisches Orchester genannt als Bremer Philharmoniker. 1896 wurden erstmals Teile aus Wagners Parsifal gespielt und 1897 von Berlioz die Symphonie Fantastique. Von 1899 bis 1908 übernahm Karl Panzner (1866–1923) die Leitung der Philharmoniker.
1831 wurde von Sängern der Bremer Liedertafel, der Alten Hannoverschen und der Nienburger Liedertafel der Bund der Vereinigten Norddeutschen Liedertafeln gegründet. Heute besteht der Chorverband Niedersachsen-Bremen (CVNB) mit Sitz in Bremen und vertrat etwa 1100 Chöre mit rund 55.000 Mitgliedern.
Im Concordia-Theater Bremen, Schwachhauser Heerstraße 17, fanden ab 1851 regelmäßig jeden Sonntagmorgen Gartenkonzerte mit geistlicher Musik statt. 1880 erhielt es den Namen Concordia. Nach 1945 war es ein Kino. Anfang der 1970er Jahre entdeckte der Intendant Kurt Hübner den leerstehenden Bau und ließ ihn umbauen als Studio-Bühne der Theater der Stadt Bremen und als Hausbühne des Bremer Tanztheaters, welche es bis 2007/08 nutzten. Der Bau wurde 2016 abgerissen.
Der Bremer Domchor von 1856 ist ein gemischter Chor. Er gastierte u. a. in den USA, Israel, mehrmals in Frankreich und Italien sowie in verschiedenen Ländern Osteuropas. Jährlich finden aktuell sechs bis acht große oratorische Konzerte statt vor bis zu 1600 Zuhörern.
1878 wurde die Musikausbildung in Bremen etabliert – zunächst im privaten Rahmen und ab 1893 als Conservatorium der Musik.
Im Juni 1890 fand das Norddeutsche Musikfest in Bremen statt.

Der 1856 gegründete Künstlerverein in Bremen gliedert sich in fünf Abteilungen, darunter eine für Musik. Er veranstaltete auch Konzerte. 1894 wurde als norddeutsche Erstaufführung die symphonische Dichtung Don Juan von Richard Strauss aufgeführt.
Von 1890 bis 1895 leitete Max Erdmannsdörfer (1848–1905) die Bremer Singakademie als Nachfolger von Carl Martin Reinthaler (1822–1896)

Eduard Nößler (1863–1943) war von 1893 bis 1930 Domorganist und Leiter des Domchors.

Felix Weingartner (1863–1942) übernahm 1895 die Leitung der Abonnementskonzerte.

### 1900 bis 1945

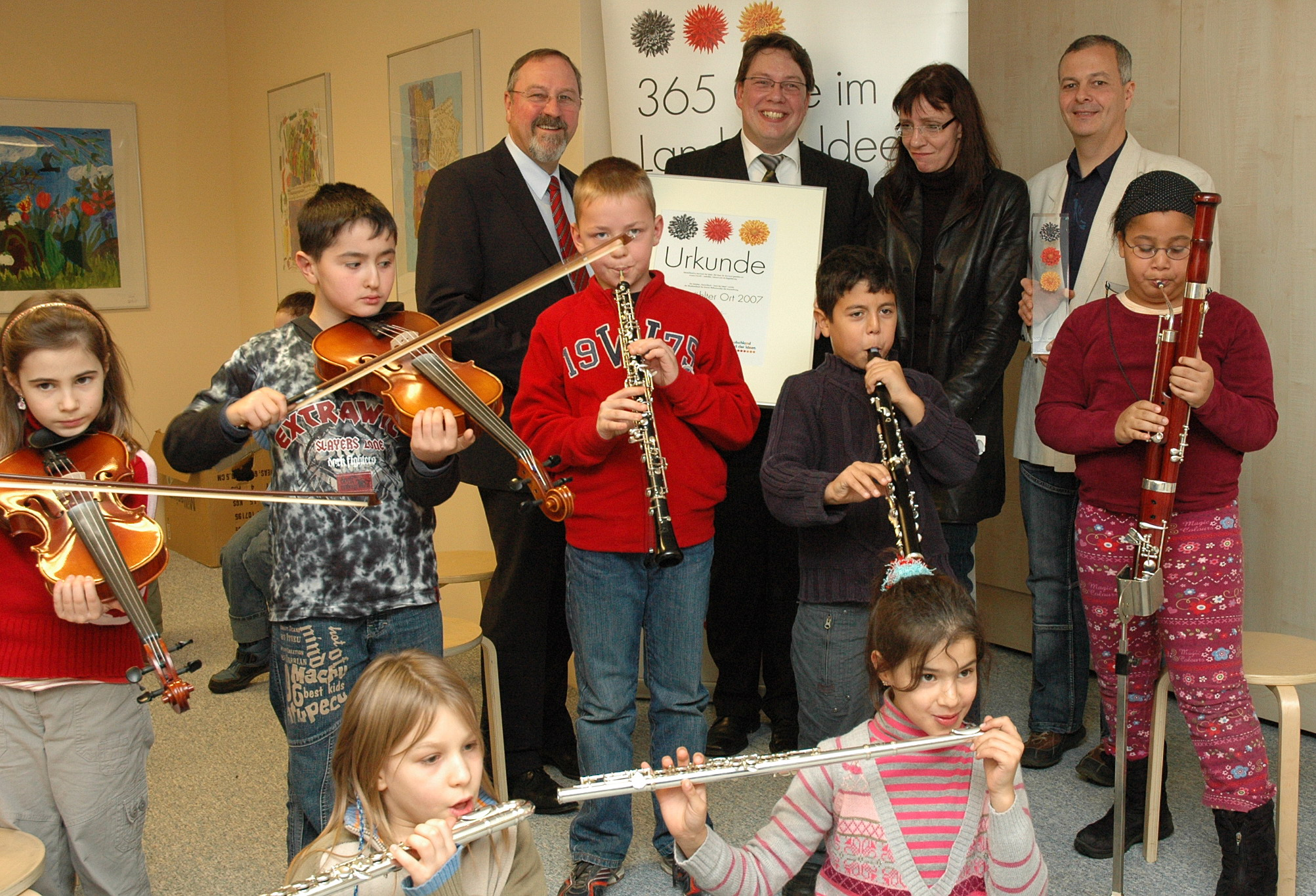
Musikwerkstatt Bremen

Der Musiker, Komponist und Musikpädagoge Frank Wohlfahrt (1894–1971) ist in Bremen geboren, ebenso der große Violinvirtuose Georg Kulenkampff (1898–1948). Der Bremer Komponist Ludwig Roselius (1902–1977) komponierte drei Opern sowie Suiten und Sinfonien. Albert Barkhausen (* 1904 in Hannover) wirkte in Bremen als Komponist und später als Leiter der Musikschule.
Im Mai 1900 fand in Bremen die 36. Allgemeine Deutsche Tonkünstlerversammlung statt. Dabei wurde das Konzert Ein Heldenleben von Richard Strauss und das Streichquartett Nr. 1 c-Moll op. 51/1 von Johannes Brahms erstmals gegeben.
Die Orchester aus den Hansestädten Bremen, Hamburg und Lübeck bildeten 1911 den Hanseatischen Orchesterbund mit dem Ziel, gemeinsame Konzerte zu organisieren.

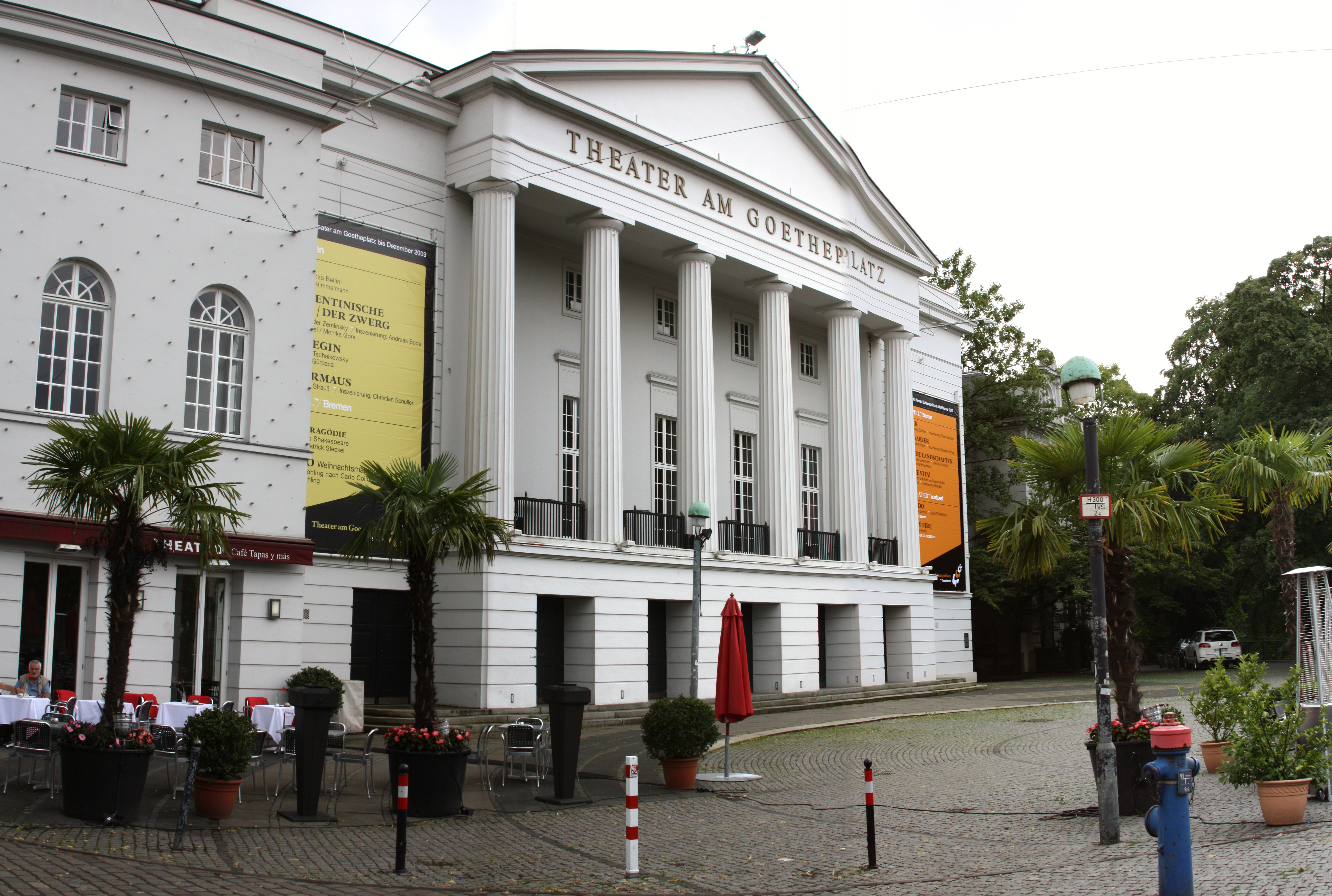
Theater am Goetheplatz

Das Theater am Goetheplatz am Goetheplatz wurde 1913 nach Plänen von August Abbehusen und Otto Blendermann gebaut. Es diente zunächst nur dem Schauspiel. 1950 vereinigte es sich mit der Bremer Oper GmbH zu einem präsentierte sich das Theater Bremen zu einem Vierspartentheater.
Im Dom fanden ab 1922 Abendmotette (mehrstimmige Vokalmusik) statt.

Das erste Rundfunkkonzert des Bremer Senders fand 1924 unter Leitung von Reinhold Krug (1926–1991) statt.

Die Neue Musikgesellschaft wurde 1925 auf Anregung des Komponisten und Dirigenten Manfred Gurlitt (1890–1972) gegründet.

Kirchenmusikdirektor Richard Liesche (1890–1957) war von 1930 bis 1958 Domorganist und Domkantor. Er leitete 1934, 1939, 1947 und 1951 die Bachfeste und führte erfolgreiche Konzertreisen mit dem Domchor ins Ausland durch.
Die Glocke von 1928 nach Plänen des Bremer Architekten Walter Görig mit Konzertsälen und einem Restaurant ist Bremens bedeutendste Stätte für die Musik.

Das Deutsche Tonkünstlerfest fand 1931 in Bremen unter Leitung von Ernst Wendel (1876–1938) statt.
Das Brahmsfest der Philharmonie fand 1933 an fünf Tagen statt. Es folgte 1934 das 21. Deutsche Bachfest im Dom mit u. a. der bedeutenden h-Moll-Messe.

Die Philharmonie veranstaltete 1935 die Bach-/Händel-Feier.

Die Neue Bachgesellschaft führte 1939 in Bremen das 26. Bachfest unter Leitung von Richard Liesche durch. Dabei wurde die Bachorgel im Dom eingeweiht.
Das Städtische Orchester erhielt 1933 den Namen Bremer Staatsorchester.
1942 wurde die Städtische Singschule in Nordische Musikschule umbenannt. 1948 entstand daraus die Bremer Musikschule (Leitung ab 1948: Hermann Niemeyer) und 1965 daraus das Konservatorium der Freien Hansestadt Bremen e. V., eine staatlich finanzierte private Fachschule. 

Das Konservatorium ging 1979 über als Fachbereich Musik in die Hochschule für Gestaltung bzw. Hochschule für gestaltende Kunst und Musik, seit 1988 Hochschule für Künste Bremen. Die Abteilung Musik befindet sich heute im früheren Gebäude des Alten Gymnasiums, Dechanatstraße 13/15.

### Nach 1945
Hellmut Schnackenburg (1902–1974) war von 1937 bis 1943 und von 1946 bis 1953 als Generalmusikdirektor Leiter der Philharmonie sowie von 1951 bis 1953 Direktor der Musikschule Bremen.
Die Gründung der Arbeitsgemeinschaft Bremer Gesangvereine erfolgte 1947; beteiligt war Richard Liesche.

Als Komponist wirkte seit 1948 Anton Schaefer (* 1908 in Neuß) in Bremen.
Das 1948 gegründete Radio-Bremen-Orchester leitete bis 1955 Theo Hollinger; ihm folgte Siegfried Goslich und von 1959 bis 1984 der Komponist und Pianist Hans Otte (1926–2007), der die Festivalbiennalen pro musica antiqua und pro musica nova begründete.

Radio Bremen strahlte von 1947 bis 2013 das Bremer Hafenkonzert regelmäßig aus, zum Schluss viermal im Jahr.
Karl Gerstberger (1892 in Fischerhude–1955) wurde bekannt durch seine Kantaten, Lieder, Rilke-Vertonungen und Kammermusik.

Der Komponist Volker Gwinner (1912–2004) aus Bremen war Kirchenmusiker in Bremen, Lüneburg und Dresden und wirkte von 1954 bis 1957 an der Oberneulander Kantorei. Er komponierte viele moderne Stücke der Kirchen- und Volksmusik.

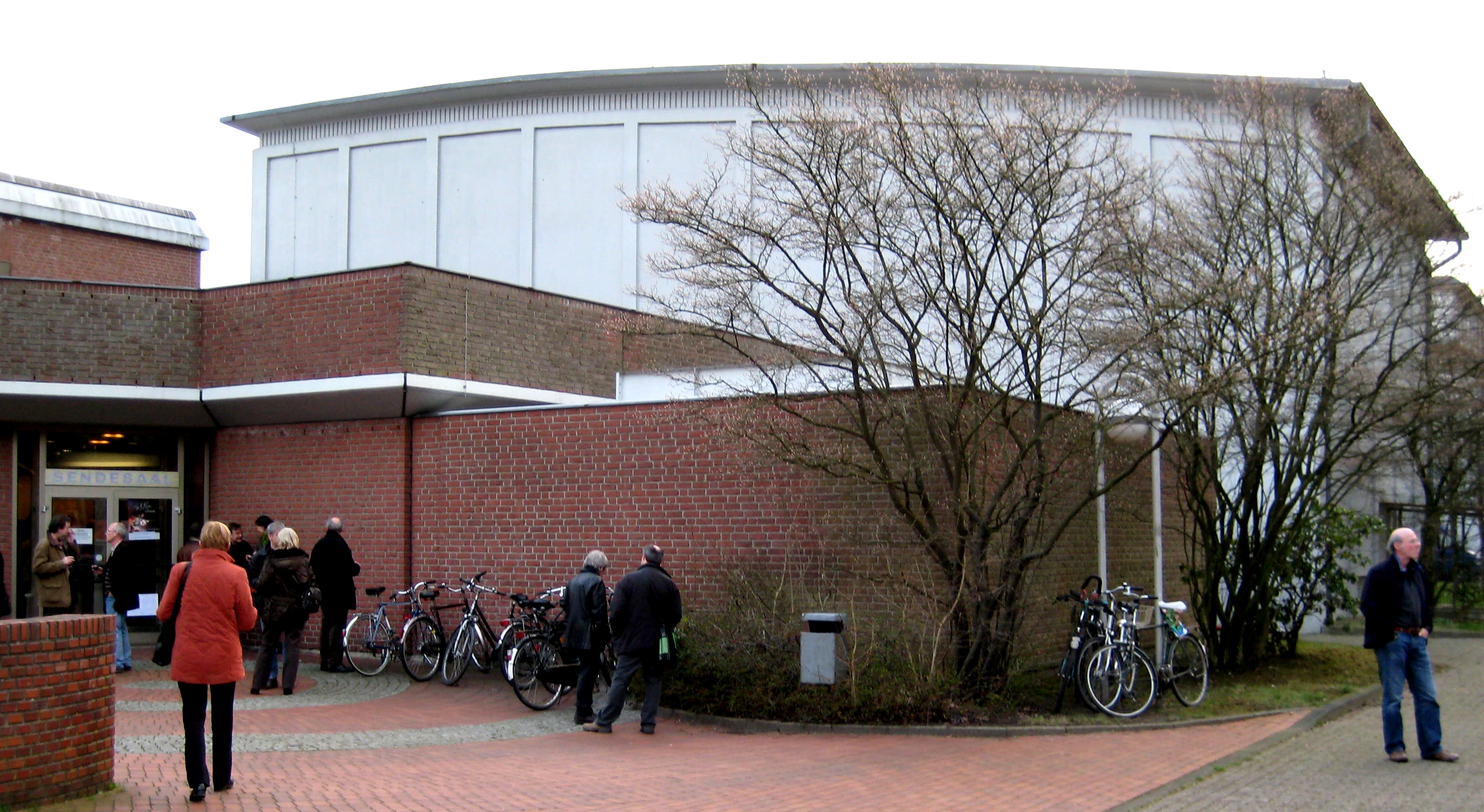
2009: Der Sendesaal

Der Sendesaal Bremen, früher Hörfunkstudio von Radio Bremen, entstand 1952 in Bremen-Schwachhausen nach Plänen von Storm, Anker und Störmer. Er wird seit 2009 vom Verein Freunde des Sendesaals insbesondere für Musikveranstaltungen betrieben.
Die Bremer Philharmonie stiftete 1955 einen Musikpreis. Seit 1998 gibt es den internationalen Bremer Musikfest-Preis Zusätzlich verleiht das Musikfest Bremen zusammen mit dem Deutschlandfunk den Förderpreis Deutschlandfunk, mit dem hochbegabte Nachwuchskünstler gefördert werden.
Die Deutsche Musikpflege Bremen e. V. entstand 1955 und sie unterhält ein Archiv.

Jazz wird in den 1960er Jahren im Bremer Viertel im Studentenbund Bremen (Stubu) und in der Lila Eule noch live gespielt. Im Stubu tritt u. a. das stilbildende Harald Eckstein Sextett auf

Das Klaus-Kuhnke-Archiv für Populäre Musik (KKA) von 1975 mit über 100.000 Tonträgern sammelt für die musikpädagogisch und musikwissenschaftlich interessierte Öffentlichkeit mit Sitz in der Hochschule für Künste Bremen, Dechanatstraße 13–15. Das KKA ist ein An-Institut der Hochschule für Künste.

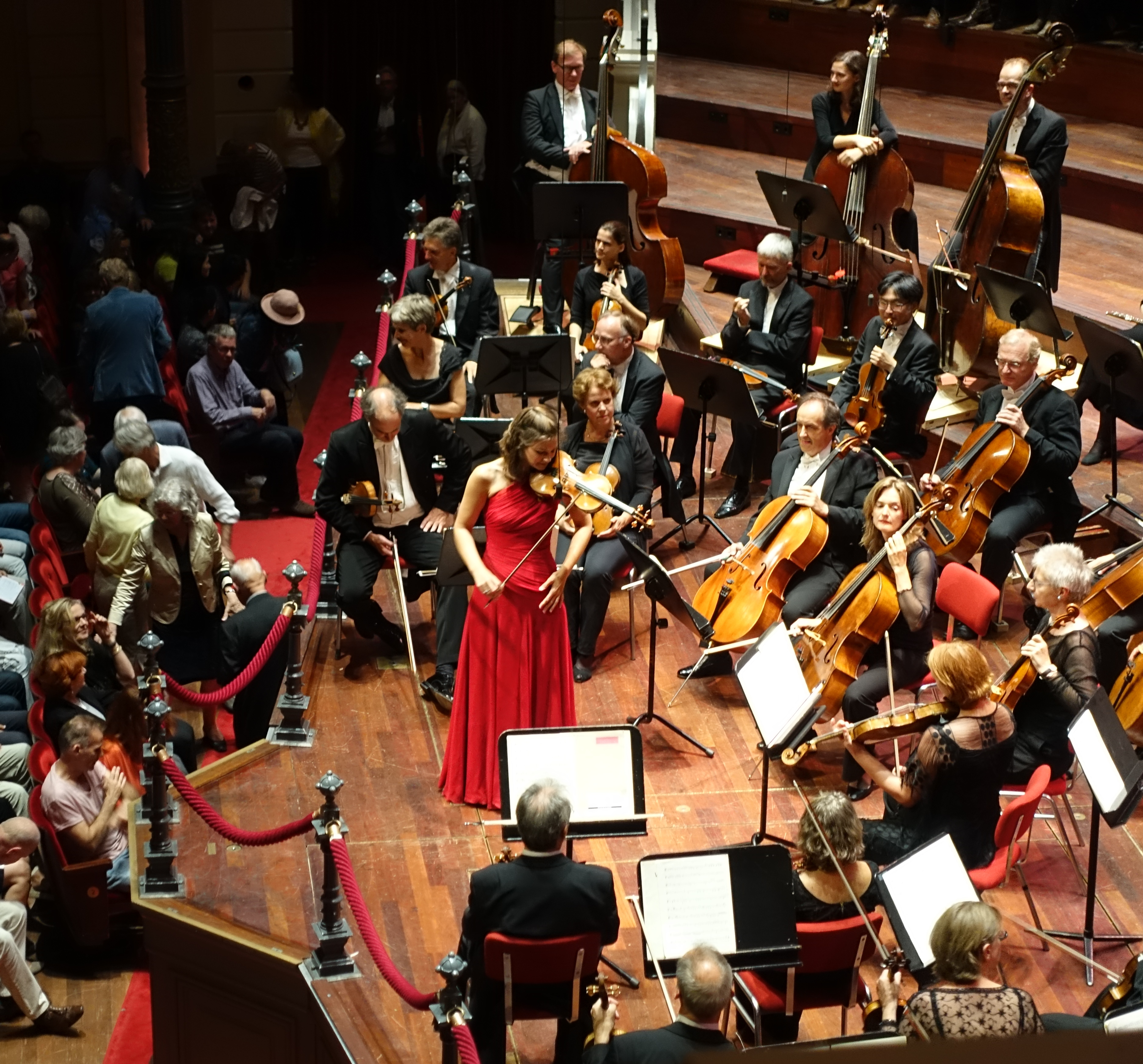
Deutsche Kammerphilharmonie Bremen mit Janine Jansen

Die Musikschau der Nationen war in Bremen von 1965 bis 2017 ein jährlich stattfindendes internationales Festival der Militärmusik.

Das Landesjugendorchester Bremen (LJO) von 1971 spielte als Streichorchester u. a. in Belgien, Bosnien, Brasilien, Bulgarien, China, Niederlande, Portugal und den USA. Es ist eine Einrichtung des Landesmusikrats.
Der Landesmusikrat Bremen als Dachverband der Musikverbände in Bremen, gegründete sich 1978. Das Fiori musicali (Barockorchester) bestand von 1978 bis 2001 und wurde vom Violinist und Dirigenten Thomas Albert (* 1953) begründet.

Die Deutsche Kammerphilharmonie Bremen wurde 1980 als Kammerorchester der Jungen Deutschen Philharmonie gegründet. Seit 1992 hat das Orchester seinen Sitz in Bremen; seit 2007 Probenräume in der Gesamtschule Bremen-Ost. Das Repertoire erstreckt sich vom Barock bis zur zeitgenössischen Musik. Gespielt wird weltweit u. a. im Concertgebouw Amsterdam, beim Wiener Musikverein, in der Elbphilharmonie und den BBC Proms

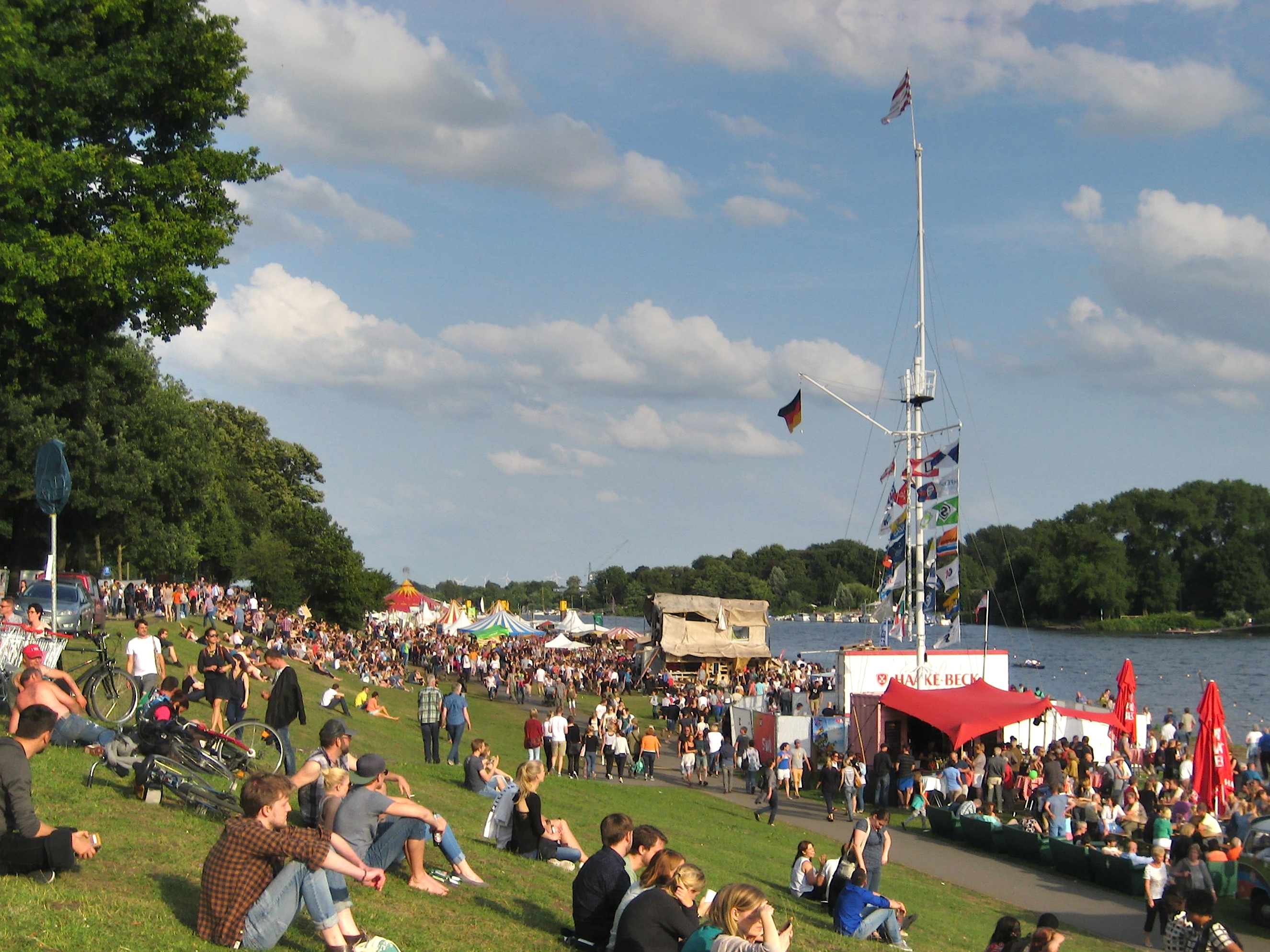
Breminale 2015 am Osterdeich

Dacapo wurde 1985 als gemeinnütziger Konzertverein gegründet und organisiert zeitgenössische Musik (Musiktheater, Konzertreihen, E-Musik, Jazz).

Der internationale Bremer Klavierwettbewerb wird seit 1987 alle zwei Jahre ausgetragen.

Die Bremer Trompetenakademie war eine von 1994 bis 2001 bestehende Akademie für hochbegabte internationale Trompetenstudenten.

Die Breminale ist seit 1987 ein fünftägiges Open-Air-Kulturfestival am Osterdeich in Bremen, welches jährlich im Sommer stattfindet. 2013 fand die bisher größte Breminale mit rund 220.000 Besuchern statt.

Musik und Licht am Hollersee findet seit 1989 als kostenloses, spendenorientiertes Freiluftkonzert am Hollersee im Bremer Bürgerpark statt.
Das Ensemble Weser-Renaissance Bremen von 1993 wird seit 2000 vom Hochschullehrer Manfred Cordes (* 1953) geleitet.
Seit 1995 zieht Musica Viva – professionelles Orchester mit Chor, gegründet von Nicolas Hrudnik (* 1968) – jedes Jahr in 17 Konzerten mehr als 25.000 Gäste in die Bremer Glocke und gilt als „beeindruckende Bremer Erfolgsgeschichte“. Von Beginn an trägt sich das Orchester selbständig und agiert bis heute ohne jegliche Finanzierung von Außen, was den Erfolg Deutschlandweit unter vergleichbaren Institutionen einzigartig macht.
Die EuropaChorAkademie von 1997 wurde vom Chorleiter Joshard Daus (1947–2021) gegründet.

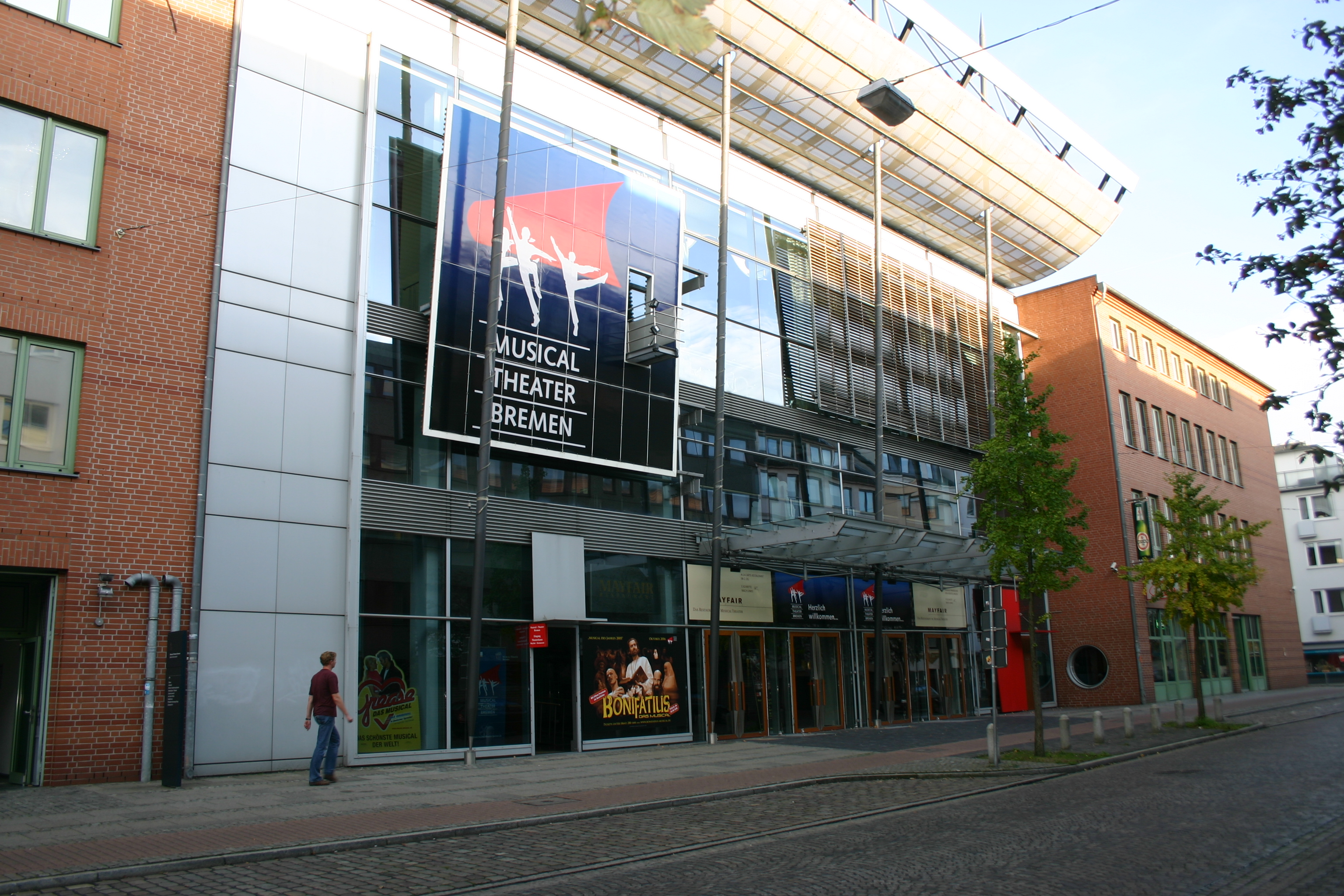
Musical Metropol Theater

Das Musical Theater Bremen, dann Metropol Theater Bremen, in Bremen-Mitte am Richtweg besteht mit Unterbrechungen seit 1999.

Das Festival Maritim in Bremen-Vegesack besteht seit 1999.

Jazzahead ist eine seit 2006 jährlich in der Messe Bremen veranstaltete Jazz-Fachmesse und sie organisiert dazu das jazzahead! Festival.

Die deutsche Vorentscheidung zum Eurovision Song Contest fanden 1998, 1999 und 2000 in der Stadthalle Bremen statt.

Der 11. Bundesvision Song Contest 2015 fand in der Stadthalle Bremen statt.

## In Bremen geborene Persönlichkeiten der Musik (Auswahl)
- Wilhelm Evers (1902–1975), Organist und Musikpädagoge.
- Harald Genzmer (1909 in Blumenthal–2007), Komponist, Professor für Komposition in Freiburg und München
- Maria Grevesmühl (1936–1996), Violinistin und Hochschuldozentin.
- Volker Gwinner (1912–2004), Komponist und Organist
- Georg Kulenkampff (1898–1948), Violinvirtuose
- Carl Seemann (1910–1983), Kirchenmusiker, Pianist, Klavierpädagoge und Direktor der Musikhochschule Freiburg
- Frank Wohlfahrt (1894–1971), Komponist und Musikpädagoge

## Straßen und Orte mit Bezug zur Musik

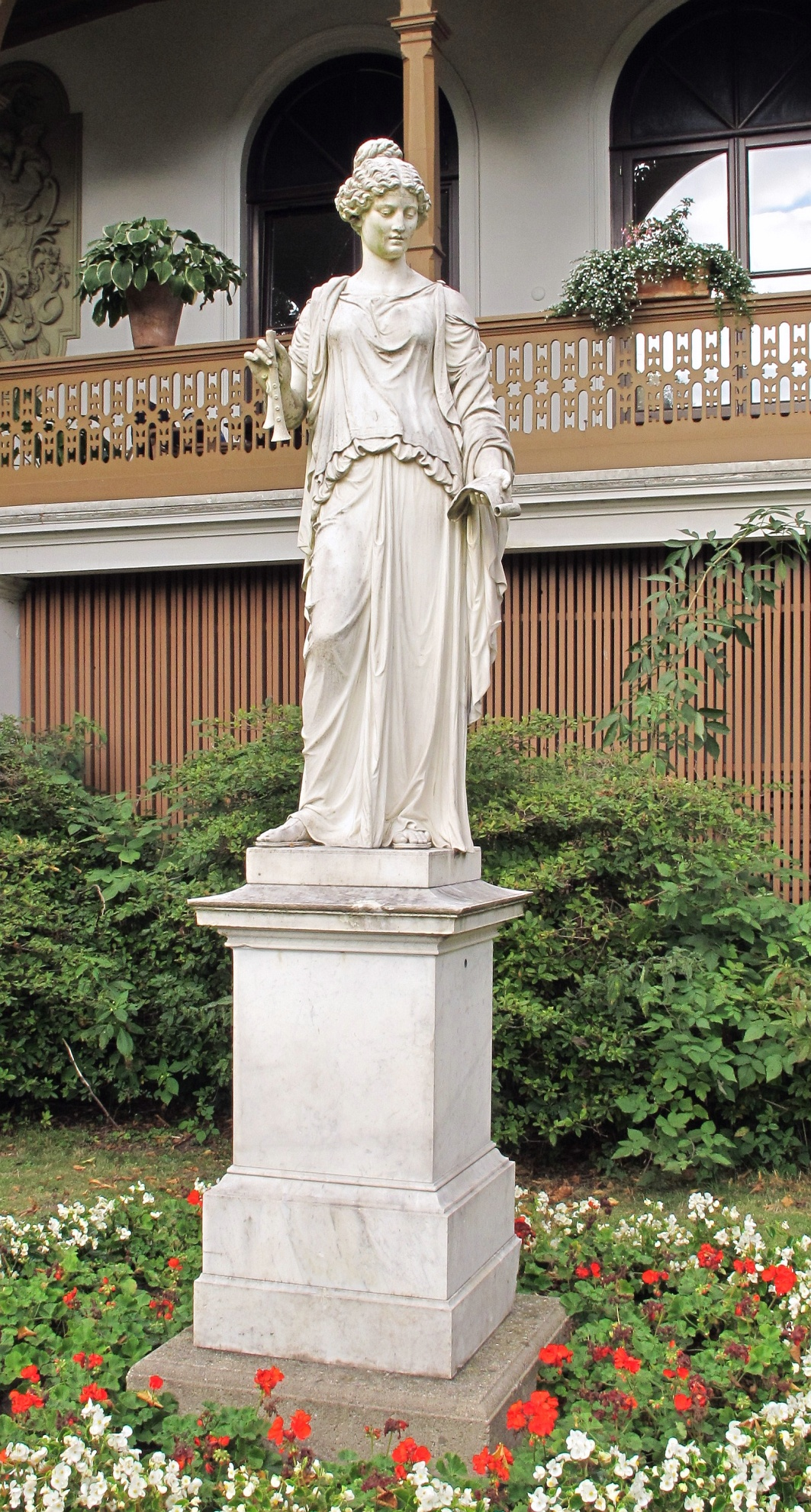
Musika

- Horn-Lehe: Brucknerstraße seit 1976, Nößlerstraße, Riemstraße
- Mitte: Mozartstraße von 1853
- Neustadt: Bachstraße von 1873
- Obervieland: Richard-Liesche-Straße
- Schwachhausen: Beethovenstraße seit 1927, Brahmsstraße, Franz-Liszt-Straße seit 1912, Händelstraße, Joseph-Haydn-Platz seit 1957, Joseph-Haydn-Straße, Kulenkampffallee, Lortzingstraße seit 1901, Max-Reger-Straße, Richard-Strauß-Platz, Richard-Wagner-Straße von 1875, Schubertstraße seit 1907, Schumannstraße seit 1909
- Vegesack: Grevesmühlweg seit 1971

Denkmale und Büsten
- In der Glocke: Büste von Hellmut Schnackenburg.
- Die Marmorstatue Musica von 1877 im Park von Schloss Mühlenthal in St. Magnus stammt von Constantin Dausch.
- Die Marmorstatue Musik von 1885 am Hollersee im Bürgerpark stammt von Diedrich Kropp.
- Der Turmbläserbrunnen von 1899 am Dom stammt von Ernst Ehrhardt (Sockel), Max Dennert (Turmbläsergruppe).
- Die Bronzegruppe Bremer Stadtmusikanten von 1953 stammt von Gerhard Marcks.
- Die Bronzefigur Abel mit der Mundharmonika von 1955 stammt von Marie-Luise Lentz.